# Ristfeucht
Ristfeucht ist ein Gemeindeteil und eine Gemarkung der Gemeinde Schneizlreuth im oberbayerischen Landkreis Berchtesgadener Land

## Geographie
Das Dorf liegt an der Bundesstraße 21 kurz vor der Grenze zum Salzburger Pinzgau in Österreich. Erreichbar ist Ristfeucht nur über die B 21 und den Gemeindeteil Melleck.
Zusammen mit den übrigen zur früheren Gemeinde und heutigen Gemarkung Ristfeucht gehörigen Ortsteilen Fronau (92), Kibling (12), Melleck (76), Schneizlreuth (54) und Ulrichsholz (41) ergab sich 1987 eine Bevölkerung von 345.

## Geschichte
Ristfeucht war eine der beiden Gemeinden, aus denen am 1. Juli 1909 die Gemeinde Schneizlreuth gebildet wurde. Die zweite Gemeinde war Jettenberg mit den Ortsteilen Oberjettenberg und Unterjettenberg.